# مصمص
مصمص (به لاتین: Musmus) یک منطقهٔ مسکونی در اسرائیل است که در حیفا واقع شده‌است. مصمص ۴٬۲۱۵ نفر جمعیت دارد.